# Elisabeth Bowers
Elisabeth Bowers (geboren am 10. Oktober 1949 in Vancouver) ist eine kanadische Autorin, die mit zwei Kriminalromanen um die Privatdetektivin Meg Lacey bekannt wurde.

## Leben
Elisabeth Bowers wurde in Vancouver an der kanadischen Pazifikküste geboren und wuchs dort auf. Bevor sie 1988 mit dem Kriminalroman Ladies’ Night erstmals als Autorin in Erscheinung trat, war sie als Hilfsarbeiterin, Bibliothekarin, Reporterin und Lehrerin tätig.
Beide Romane Bowers’ um die Detektivin Meg Lacey handeln von Kinderpornografie bzw. von Gewalt gegen Frauen und Kinder, ohne dass Bowers diese Themen plakativ einsetzt oder mit klischeehaften Schuldzuweisungen arbeitet. Verglichen etwa mit den Romanen von Andrew Vachss um dieselbe Thematik sind die Handlungsverläufe in Bowers’ Romanen wesentlich weniger durch „action“ und Gewalt geprägt und beziehen außerdem viel stärker die alltäglichen Mühen und Zweifel der Protagonistin mit ein.

## Werke
- Ladies’ Night. The Seal Press, Seattle 1988, ISBN 0931188652
  - dt.: Ladies’ Night. Kriminalroman. Fischer TB-Verlag, Frankfurt am Main 1990, ISBN 3-596-28383-3
- No Forwarding Address. The Seal Press, Seattle 1991, ISBN 1878067133
  - dt.: Unbekannt verzogen. Kriminalroman. Fischer TB-Verlag, Frankfurt am Main 1993, ISBN 3-596-11591-4